# Население Экваториальной Гвинеи
Эта статья о демографических особенностях населения Экваториальной Гвинеи, включающих в себя плотность населения, этнос, уровень образования, здоровья, экономический статус, религиозную принадлежность и другие аспекты населения.

## Население
Согласно переписи 2010 года World Population Prospects, общая численность населения в 2010 году составляла 700 000 человек, по сравнению с 226 000 только в 1950 году. Доля детей в возрасте до 15 лет в 2010 году составляла 39,2 %, 57,9 % населения было в возрасте между 15 и 65 годами, в то время как 2,9 % было 65 лет и старше.
|      | Общая численность (x 1000) | Население 0-14 лет (%) | Население 15-64 лет (%) | Население 65+ лет (%) |
| ---- | -------------------------- | ---------------------- | ----------------------- | --------------------- |
| 1950 | 226                        | 34.2                   | 60.1                    | 5.6                   |
| 1955 | 238                        | 35.7                   | 59.0                    | 5.3                   |
| 1960 | 252                        | 37.0                   | 57.9                    | 5.0                   |
| 1965 | 269                        | 38.3                   | 56.9                    | 4.8                   |
| 1970 | 291                        | 38.7                   | 56.7                    | 4.6                   |
| 1975 | 238                        | 44.8                   | 49.8                    | 5.4                   |
| 1980 | 221                        | 43.7                   | 50.3                    | 6.0                   |
| 1985 | 313                        | 34.7                   | 60.4                    | 4.9                   |
| 1990 | 374                        | 37.7                   | 57.8                    | 4.5                   |
| 1995 | 443                        | 41.9                   | 54.1                    | 4.1                   |
| 2000 | 520                        | 42.6                   | 53.8                    | 3.7                   |
| 2005 | 608                        | 40.5                   | 56.2                    | 3.2                   |
| 2010 | 700                        | 39.2                   | 57.9                    | 2.9                   |

## Демографическая статистика
Регистрация актов движения гражданского состояния в Экваториальной Гвинее не завершена. The Population Departement of the United Nations подготовлены следующие оценки.
| Период | Рождаемость в год | Смертность в год | Природное изменение за год | CBR* | CDR* | NC*  | TFR* | IMR* |
| --- | ----------------- | ---------------- | -------------------------- | ---- | ---- | ---- | ---- | ---- |
| 1950-1955 | 9 000             | 7 000            | 2 000                      | 40.9 | 30.4 | 10.5 | 5.50 | 196  |
| 1955-1960 | 10 000            | 7 000            | 3 000                      | 40.5 | 28.7 | 11.8 | 5.50 | 186  |
| 1960-1965 | 10 000            | 7 000            | 3 000                      | 40.1 | 26.9 | 13.3 | 5.53 | 176  |
| 1965-1970 | 11 000            | 7 000            | 4 000                      | 40.7 | 25.3 | 15.3 | 5.66 | 167  |
| 1970-1975 | 10 000            | 6 000            | 3 000                      | 36.8 | 23.7 | 13.1 | 5.68 | 157  |
| 1975-1980 | 8 000             | 5 000            | 2 000                      | 32.9 | 22.2 | 10.8 | 5.68 | 149  |
| 1980-1985 | 11 000            | 6 000            | 5 000                      | 41.7 | 21.4 | 20.3 | 5.79 | 138  |
| 1985-1990 | 16 000            | 7 000            | 9 000                      | 47.4 | 20.4 | 26.9 | 5.89 | 128  |
| 1990-1995 | 18 000            | 8 000            | 11 000                     | 45.0 | 18.7 | 26.3 | 5.89 | 118  |
| 1995-2000 | 20 000            | 8 000            | 12 000                     | 41.3 | 17.2 | 24.0 | 5.87 | 114  |
| 2000-2005 | 22 000            | 9 000            | 12 000                     | 38.4 | 16.3 | 22.1 | 5.64 | 111  |
| 2005-2010 | 24 000            | 10 000           | 15 000                     | 37.3 | 15.1 | 22.2 | 5.36 | 102  |
| * CBR = общий коэффициент рождаемости (на 1000); CDR = общий коэффициент смертности (на 1000); NC = естественное изменение (на 1000); IMR = коэффициент младенческой смертности на 1000 рождённых; TFR = общий коэффициент рождаемости (число детей на 1 женщину) |                   |                  |                            |      |      |      |      |      |

## Этнические группы

### Народы, считающиеся коренными
Большая часть населения Экваториальной Гвинеи происходит от племени банту. Представители самого большого племени фанг являются коренными на материке, но существенная миграция на остров Биоко привела к доминированию представителей фанг по сравнению с предыдущими жителями народа буби. Фанг составляют 80 % населения и сами делятся на 67 кланов. Те, кто проживают в северной части Рио-Муни, говорят на фанг-нтуму, в то время как на юге говорят на фанг-оках; у двух диалектов есть взаимопонятность. Буби, которые составляют 15 % населения, являются коренными жителями острова Биоко.
Также там проживают прибрежные племена, совместно называемые как ндове или «игроки» (исп. Beach People «пляжные люди»): баленге, бенга, буджеба (квасио), комбе на материке и на малых островах, общество фернандино, произошедшее от креолов на острове Биоко. Все эти группы в общем составляют 5 % населения.
Две маленькие группы пигмеев, бейеле и бокуигн, также населяют страну, проживая ранее в регионе Альтос-де-Нсорк. Их численность сокращается, они подвергаются сильному давлению и дискриминации со стороны своих соседей.

### Недавно переселённые народы
Некоторые европейцы (в основном испанского и португальского происхождения), смешанные с африканским этносом, также проживают в Экваториальной Гвинее как нация. Из них большинство является испанцами, оставшимися после обретения страной независимости. Растёт число иностранцев из соседних Камеруна, Нигерии и Габона. Экваториальная Гвинея приняла азиатов и африканцев из других стран как работников на плантациях какао и кофе. Другие африканцы прибыли из Либерии, Анголы и Мозамбика. Азиаты, в основном китайцы и небольшое число индийцев. Экваториальная Гвинея также позволила многим ищущим счастья европейцам быть поселенцами, включая британцев, французов и немцев. После обретения независимости многие экваториальные гвинейцы отправились в Испанию. Другие 100 000 экваториальных гвинейцев перебрались в Камерун, Габон и Нигерию из-за диктатуры Франсиско Масиас Нгема. Некоторые из её общин также живут в Бразилии, некоторые испаноязычные в латиноамериканской нации, в США, в Португалии и Франции.

## Языки
Испанский, французский и португальский языки являются официальными и распространены как вторые языки. Испанский язык используют в образовании, и по этой причине большинство населения (около 88 %) могут говорить на нём, но только 10 %-15 % имеют высокую компетенцию в языке. Аннобонцы говорят на португальском креольском языке, называемый аннобонским, как на своём первом языке. Азиаты и другие европейцы говорят на своих родных языках. Зарубежные африканцы говорят на родных и официальном языке своей страны — английском и игбо для нигерийцев; английский язык для камерунцев и либерийцев; французский язык для камерунцев и габонцев; а португальский язык для ангольцев и мозамбикцев. Последний стал одним из официальных языков с 13 июля 2007 года. Большинство людей с образованием говорят на английском, наиболее важном языке для обучения. Римско-католическая церковь оказала большое влияние в области религии и образования.
Экваториальные гвинейцы носят испанские имена и африканские имя и фамилию. При записи испанские и африканские имена следуют по имени отца (когда становится основной фамилией) и имя матери. Таким образом, люди могут иметь до четырёх имён с другой фамилией для каждого поколения.